# محمود أحمد أبو حنظلة
الدكتور محمود بن أحمد ، المعروف بأبي حنظلة (25 سبتمبر 1978 - 7 يونيو 2017)، أستاذ ماليزي في الشريعة الإسلامية وقائد إسلامي بارز في جماعة أبو سياف في الفلبين.

## سيرته
ولد في كهوف باتو في منطقة جومباك في سيلانغور. في التسعينات سافر إلى باكستان للدراسة، حيث حصل على شهادتي البكالوريوس من الجامعة الإسلامية العالمية في إسلام آباد، وحضر معسكر تدريب للقاعدة في أفغانستان، وحصل على درجة الماجستير من الجامعة الإسلامية العالمية بماليزيا ودرجة الدكتوراه من جامعة مالايا. عمل محاضرًا أول في قسم العقيدة والفكر الإسلامي في أكاديمية الدراسات الإسلامية.
بدأ في أواخر عام 2013 في التعبير صراحة عن آرائه فيما يتعلق بالجهاد، كتب مجلة بعنوان «إيمان المجاهدين» وأسس مدرسة دينية تسمى «مركز التحفيظ المفتوح». وأصبح على قائمة المطلوبين الماليزيين منذ أن سافر إلى الفلبين في يوليو 2014.
قُتل في 7 يونيو 2017 خلال معركة مراوي في الفلبين. وزُعم أنه قام بتزوير ما يزيد عن 30 مليون بيسو لتمويل تنظيم الدولة الإسلامية للحصول على أسلحة وأغذية وإمدادات أخرى لتمويل حصار المسلحين على مراوي. بينما صرح قائد الشرطة الماليزية خالد أبو بكر أنه يعتقد أن أبو حنظلة لا يزال على قيد الحياة.